# 라 라티나역
라 라티나 역(스페인어: La Latina)은 마드리드 지하철 5호선의 역이다. 마드리드 참베리 구 라라티나 지역의 세베다 광장 지하에 자리잡고 있다. 요금구역상으로는 A구역에 속한다.

## 역사
1968년 6월 5일 5호선의 카야오 - 카라반첼 구간 개통과 함께 영업에 들어갔다. 깊이 28m의 지하역이며, 2면 2선 구조를 지니고 있다. 2003년부터 2004년까지 내장공사를 진행하여 천장과 벽면을 새로 바꿨다.

## 환승 정보
역 주변에 시내버스 정류장이 세 곳 있다.
버스
- 시내버스
  - 17, 18, 23, 35, 60번 노선 (주간)
  - N26번 노선 (야간)

지하철
| 마드리드 지하철           | 마드리드 지하철       | 마드리드 지하철                 |
| ------------------------- | --------------------- | ------------------------------- |
| 오페라 알라메다 데 오수나 | 마드리드 지하철 5호선 | 푸에르타 데 톨레도 카사 데 캄포 |